# لا دونا أنتوني-واتكنز
لا دونا إم أنتوني-واتكنز (من مواليد 20 نوفمبر 1974 في ريجينا ، ساسكاتشوان ) هي عداءة كندية متقاعدة تخصصت في سباق 400 متر .  وقد مثلت كندا في الألعاب الأولمبية الصيفية في عامي 1996 و2000 ، بالإضافة إلى ثلاث بطولات عالمية في الهواء الطلق وواحدة داخلية.

## روابط خارجية
- لا دونا أنتوني-واتكنز على موقع الاتحاد الدولي لألعاب القوى (الإنجليزية)
- لا دونا أنتوني-واتكنز على موقع الاتحاد الكندي لألعاب القوى (الإنجليزية)
- لا دونا أنتوني-واتكنز على موقع الاتحاد الكندي لألعاب القوى (الإنجليزية)
- لا دونا أنتوني-واتكنز على موقع اللجنة الأولمبية الدولية (الإنجليزية)
- لا دونا أنتوني-واتكنز على موقع أوليمبيديا (الإنجليزية)